# Juan Lockward
Juan Antonio Lockward Stamers (* 24. Juli 1915 in Puerto Plata; † 24. März 2006) war ein dominikanischer Sänger und Komponist.
Lockward war der Sohn des Bolero- und Merengue-Sängers Luis Alejandro "Danda" Lockward. Er wurde als El Mago de la media voz bekannt. 1934 hatte er seine ersten öffentlichen Auftritte in Puerto Rico. 1935 sang er im dominikanischen Radio HIN, wo auch einige Aufnahmen entstanden.
In den 1950er Jahren nahm er mit Teté Marcial Dulce amanecer von Diógenes Silva nach einem Text von Luis Alberti auf. In den 1960er Jahren entstand eine Solo-LP mit Begleitung der Gitarristen Emilio Carbuccia und Fernando Gautreaux.
Von Lockward stammen Lieder wie Santiago, Dilema, Guitarra Bohemia, Fruta en Sazón, Puerto Plata, Flor de Te, Poza del Castillo, Tiempo Perdido, Que Dios Bendiga Al Cibao, Felicidad, Por Que No Ha de Ser, Quiereme Cual Yo a Ti, Mi Vida Bohemia, Pagina Blanca, Allá en Mi Juventud, Cuando Yo Te Olvide, No Se Porque und Ayudame a Olvidar. Sie wurden auch von Musikern wie Luis Vázquez, Eladio Peguero, Rafael Martínez, Guarionex Aquino, Rafael Colón, Fausto Rey, Niní Cáffaro und dem Trio Los Panchos interpretiert.